# 無理問答
無理問答是一种文字游戏，藉由一些不符合常理問答，一方面達到趣味的效果，又常隱含有一些智慧或特別的道理，其起源可能與古代禪宗裡的問答論辯方式有關，在日本這是常見的遊戲。
举例：
甲：“这水塘中共有多少桶水？”
乙：“这要看那是怎样的桶。如果和水池一样大，那池里就是一桶水；如果桶只有水池的一半大，那池里就有两桶水。”